# Triple J
Triple J – australijska ogólnokrajowa stacja radiowa, wchodząca w skład publicznego nadawcy radiowo-telewizyjnego Australian Broadcasting Corporation (ABC) i pełniąca w jego portfolio rolę rozgłośni dla dorosłej młodzieży, definiowanej jako osoby w wieku 18-30 lat. Została uruchomiona w 1974 roku jako stacja lokalna dla Sydney pod nazwą 2JJ. W latach 80. uzyskała obecną nazwę, zaś na początku lat 90. stała się radiem ogólnokrajowym.
Stacja dostępna jest w całej Australii w analogowym przekazie naziemnym. Nadaje również w naziemnym przekazie cyfrowym, przy czym jego zasięg nie obejmuje jeszcze całego kraju. Można jej również słuchać przez Internet. Prowadzona jest także transmisja przez satelitę Optus C1, ale jest ona kodowana i służy głównie przesyłowi technicznemu na potrzeby sieci kablowych firmy Optus.

## Hottest 100
Triple J od 1989, co roku organizuje audycję zwaną "Triple J Hottest 100" (nazywane również "Największą muzyczną demokracją"). Odbywa się ona zawsze w Dzień Australii – 26 stycznia.. Przez 3 miesiące słuchacze za pomocą serwisów społecznościowych Facebook, Twitter, Tumblr oraz Instagram (#hottest100) wrzucają swoje typowania do listy hitów, głosując tym samym na swoich faworytów. Dokładnie o godzinie 12:00 czasu obowiązującego w Sydney, dnia 26 stycznia rozpoczyna się audycja podczas trwania której prowadzący program łączą się z innymi prezenterami radiowymi biorącymi udział w Imprezach na plażach (i nie tylko, biorąc przykład z miasta Alice Springs, w którym transmisja odbywała się spod góry "Uluru") który prezentują listę hitów Hottest 100 zaczynając od pozycji 100, kończąc na 1. Triple J gra wtedy w domach wielu australijskich rodzin, galeriach handlowych czy w centrach miast. Dla wielu młodych australijczyków słuchanie Hottest 100 w dzień Australii stało się już tradycją, towarzyszącą imprezą w dzień Australii odbywającym się na całym świecie. Samo radio zachęca do rejestrowania na specjalnej stronie imprez odbywających się z "Hottest 100", wysyłając gadżety do każdej z grup, która wyśle zdjęcie do radia po trwania audycji na żywo. Po zakończeniu wydarzenia, wydawany jest album 20 pierwszymi hitami z listy.
Audycja jest na tyle popularna, że w roku 2014 na skutek dużej liczby słuchaczy zostało przeciążone łącze międzynarodowe do głównego serwera odpowiadającego za transmisję Triple J w internecie. Stało się to za sprawą dużej promocji słuchania Triple J przez internet oraz premiery aplikacji służącej do słuchania radia dostępnej również dla zagranicy, na krótko przed samym wydarzeniem. Operatorom techniczym udało się jednak uporać w problemem, zmieniając jakość głównego streamu AAC z 128kbps, na 48kbps na czas trwania audycji. Jako że przeciążenie wystąpiło jeszcze przed rozpoczęciem wydarzenia, całej audycji na żywo można było słuchać bez przeszkód. Numerem 1 został wtedy australijski wykonawca Vance Joy ze swoją piosenką Riptide.